# Boulmane (provincie)
Boulmane (ook: Boulemane) is een provincie, sinds 2015 in de Marokkaanse regio Fès-Meknès, daarvoor in de regio Fès-Boulemane.
Boulmane telt 185.110 inwoners op een oppervlakte van 14.395 km².

## Grootste plaatsen
| Plaats            | Inwoners (1994) | Inwoners (2004) |
| ----------------- | --------------- | --------------- |
| Fritissa          | 24.278          | 26.022          |
| Guigou            | 16.248          | 19.035          |
| Missour           | 12.748          | 20.978          |
| Outat el Haj      | 9.985           | 13.945          |
| Ksabi Moulouya    | 9.177           | 10.067          |
| Sidi Boutayeb     | 8.922           | 9.522           |
| Skoura M'Daz      | 8.010           | 8.713           |
| Oulad Ali Youssef | 7.813           | 6.669           |
| Enjil             | 7.684           | 8.164           |
| Tissaf            | 7.195           | 9.444           |
| Ermila            | 6.573           | 6.774           |
| El Orjane         | 6.269           | 7.609           |
| Boulemane         | 6.067           | 6.910           |
| El Mers           | 6.050           | 5.891           |

Ben Slimane · Khouribga · Settat · El Jadida · Safi · Boulmane · Fez · Moulay Yacoub · Sefrou · Kénitra · Sidi Kacem · Casablanca · Médiouna · Mohammedia · Nouaceur · Assa-Zag · Guelmim · Tan-Tan · Tata · Boujdour · Es-Semara · Lâayoune · Al Haouz · Chichaoua · Essaouira · Kelâat Es-Sraghna · Marrakech · Al Ismaïlia · El Hajeb · Errachidia · Ifrane · Khénifra · Meknès · Berkane · Figuig · Jerada · Driouch · Nador · Oujda-Angad · Taourirt · Aousserd · Oued ed Dahab · Khémisset · Rabat · Salé · Skhirat-Témara · Agadir-Ida-Ou-Tanane · Inezgane-Aït Melloul · Chtouka-Aït Baha · Ouarzazate · Taroudant · Tiznit · Zagora · Azilal · Béni-Mellal · Chefchaouen · Fahs-Bni Mkada · Larache · Tanger-Asilah · Tétouan · Al Hoceima · Taounate · Taza